# Vico (cantante)
Víctor Carrasco Tineo (La Victoria, 10 de junio de 1960), conocido por su nombre artístico Vico o también como el Rey Vico, es un cantante y compositor peruano. Es el fundador y vocalista principal de la orquesta Vico y el Grupo Karicia, desempeñándose en la música chicha, en la que ganó la popularidad durante los años 1980.

## Biografía

### Primeros años e inicios
Nació el 10 de junio de 1960 en La Victoria, distrito de la provincia de Lima, proveniente de una familia de raíces ayacuchanas. Vivió sus primeros años en El Ermitaño, localidad del distrito de Independencia. Fue el mayor de once hermanos, en el cual le permitiría a trabajar desde temprana edad para la solvencia económica familiar, desempeñándose en los oficios de vendedor de periódicos y cobrador de bus.
Al poco tiempo, Carrasco inicia a mostrar sus dotes por el canto, en el cual comenzó a interpretar las canciones de Leo Dan y Los Destellos mientras estaba trabajando.
Comenzó su carrera artística en 1974 a la edad de catorce años, conformando la banda musical Hawai Quinto, posteriormente Grupo Melodía, compartiendo escenario junto a los otros cantantes Lorenzo Palacios «Chacalón» y Alfonso Escalante «Chacal», participando en eventos privados. Como integrante de Hawai Quinto, Carrasco interpretó la canción «Juramento», bajo la producción de Juan Arana. Ya para 1978, ingresa al elenco principal del conjunto Grupo Victoria, permaneciendo por dos años consecutivos hasta su renuncia en 1980.

### Vico y el Grupo Karicia
En el año 1981, Carrasco se lanza de manera oficial como solista fundando su propia banda musical Vico y el Grupo Karicia en la ciudad de Huancayo, siendo años más tarde, la inspiración en la creación del grupo musical argentino-peruano Karicia, en el cual se desempeña en la actualidad como vocalista principal y líder del conjunto. A partir de ese entonces, comienza a utilizar el nombre artístico de Vico o también ocasionalmente como el Rey Vico.
En el año 1985, recibió el galardón de la Corona de Oro por parte de la productora musical local Markahuasi y el Micrófono de Oro en el Festival de la Cumbia en 1987.En el año 1991, recibió el Laurel de Oro por parte del programa Contrapunto de Frecuencia Latina, gracias a su canción «Me cansé de esperarte»,así como el reconocimiento de la marca Cerveza Cristal en 1987.
Durante su etapa solista, se destacó como intérprete de los temas musicales «El divorcio», «El minero», «Soledad», «Dónde estás amor», «Campesinita» y «Primer amor», consolidándose su carrera artística dentro de la música chicha, y fue apodado bajo el apelativo del Rey de la Chicha.
Gracias a su popularidad de su faceta musical, Vico participó en la ficción, protagonizando la película El Rey del director Juan Carlos Torrico en 1987, interpretándose a sí mismo, siendo reestrenado en 2022, y tuvo una participación especial en la miniserie biográfica Chacalón: El ángel del pueblo de Frecuencia Latina en 2005 con el mismo rol.[cita requerida] Adicionalmente, se presentó en diferentes conciertos populares en la capital Lima y realizó giras internacionales por Estados Unidos, Chile y Europa durante el año 2023.
En el año 2013, fue invitado al programa televisivo Ola ke ase de Panamericana Televisión para estrenar su nuevo material «Regresa».
En el año 2020, dio positivo al COVID-19, mientras estaba en proyectos musicales, en el cual fue dado de alta días después.
En noviembre de 2022, Vico recibió un reconocimiento de honor por parte de la Municipalidad Provincial de Huancayo, en medio de su celebración de sus 48 años de trayectoria artística.

## Discografía

### Álbumes de estudio
- 1984: Lo mejor de la cumbia andina
- 1989: ... Siempre contigo
- 1989: Papeles
- 1992: Uniendo fronteras
- 1993: ... Tú me amas
- 1994: Dulces versos
- 1995: El cigarrito
- 1996: Nueva imagen
- 1997: Onda nueva
- 1998: Yo soy el Rey
- 1999: Rumbo al nuevo milenio
- 2002: Estrellita
- 2004: Tatuaje
- 2019: Con amor para ti, el Rey
- 2019: Del ritmo tropical andino, el Rey
- 2019: La era del Rey
- 2019: La guitarra y yo
- 2019: Noche
- 2019: Shhh... silencio, con uds. el Rey
- 2019: Voz y sentimiento
- 2019: Únete al Rey

### LP en estudio
- 2020: Mamachita
- 2020: Quédate en casita
- 2021: Ya son las doce
- 2023: Parrandita Karicia
- 2023: Tres en uno
- 2023: Cómo no creer en el amor

## Créditos

### Televisión
- Contrapunto (1991), invitado y ganador del Laurel de Oro.
- Chacalón: El ángel del pueblo (2005), participación especial.
- Ola ke ase (2013), invitado.

### Cine
- El Rey (1987), protagonista.